# Inte med makt
Inte med makt är en psalm vars text är skriven av Sverre Therkelsen och översatt till svenska av Anders Frostenson. Musiken är skriven av Knut Nystedt.

## Publicerad som
- Nr 833 i Psalmer i 2000-talet under rubriken "Människosyn, människan i Guds hand".
- Nr 431 i Svensk psalmbok för den evangelisk-lutherska kyrkan i Finland 1986 under rubriken "Kallelse och efterföljd" med översättning av Ole Torvalds, 1978.